# انتخابات مجلس شورای اسلامی (۱۳۷۹–۱۳۷۸)
انتخابات ششمین دورهٔ مجلس شورای اسلامی، در دو دور در تاریخ ۲۹ بهمن ۱۳۷۸ و ۱۶ اردیبهشت ۱۳۷۹ برگزار گردید. از مجموع ۳۸٬۷۲۶٬۴۳۱ نفر واجد شرایط رای دادن، ۲۶٬۰۸۲٬۱۵۷ نفر در این دوره از انتخابات شرکت کردند. در این انتخابات، جبههٔ دوم خرداد توانست که حدود ۶۵٪ کرسی‌های مجلس را به دست آورد. در تهران بزرگ، فهرست نامزدهای پیشنهادی حزب جبهه مشارکت ایران اسلامی، ۹۰٪ کرسی‌های این حوزه را کسب کرد.
نکته جالب توجه در این دوره از انتخابات مجلس این بود که بر طبق نتایج اولیه منتشر شده توسط وزارت کشور ۱۸ نفر اول راه یافته از تهران به مجلس ششم توانستند بیش از یک میلیون رأی کسب کنند. متوسط آراء ۳۰ نفر اول تهران بر طبق نتایج اولیه ۱٬۰۵۷٬۰۰۰ رأی بود که در نوع خود یک رکورد به حساب می‌آید. به ویژه آراء کسب شده توسط نفر اول حوزه انتخابیه تهران، شمیرانات، ری و اسلامشهر یعنی سید محمدرضا خاتمی در تاریخ جمهوری اسلامی ایران بی نظیر است.
در کنار این رکورد، رأی نسبتاً پایین اکبر هاشمی رفسنجانی و مهدی کروبی در حوزه انتخابیه تهران، اسلامشهر، ری و شمیرانات نیز قابل توجه بود.

## ادعای تخلف
دور نخست انتخابات روز ۲۹ بهمن ۱۳۷۸ برگزار شد. شورای نگهبان با صدور اطلاعیه‌ای در تاریخ ۱۱ اسفندماه از بروز «تخلف» در برخی از حوزه‌های انتخاباتی خبر داد اما ستاد انتخابات کشور بیانیه دیگری صادر کرد که در آن تاکید شده بود در همه صندوق‌های اخذ رای، علاوه بر نمایندگان هیات‌های اجرایی و بازرسان وزارت کشور و نمایندگان داوطلبان، ناظران شورای نگهبان نیز حضور داشته‌اند و صورت‌جلسات شمارش آرا را به همراه اعضای شعبه امضا کرده‌اند. در همین حال، نیروهای ملی-مذهبی با صدور بیانیه‌ای نگرانی خود را درباره شایعات مربوط به نحوه شمارش آرا در تهران اعلام کردند. در این بیانیه به «دخالت شبه‌نظامیان در شمارش آرا، تلاش جهت بالا آمدن افرادی خاص در فهرست تهران» و «حذف و عقب زدن معدود نامزدهای باقی‌مانده ائتلاف نیروهای ملی-مذهبی» اشاره‌شده بود.
افزون بر این‌ها، درباره آرای علیرضا رجایی، نامزد مورد حمایت ائتلاف ملی-مذهبی این بحث وجود داشت که همه آرایی که با نام رجایی به صندوق ریخته شده بود، به نام «سعید رجایی خراسانی» منظور شد. نیروهای ملی-مذهبی پس از انتشار این خبر به هیئت نظارت اعتراض کردند. پس از اختلاف بین شورای نگهبان و وزارت کشور، قدیمی ذاکر، مدیرکل انتخابات وزارت کشور ۱۰ اسفند ۱۳۷۸ (۱۱ روز پس از انتخابات) اعلام کرد که بر اساس موافقت هیئت مرکزی نظارت بر انتخابات، آرای یک‌سوم صندوق‌های حوزه انتخابیه تهران بازبینی و نتیجه آن ظرف پنج روز اعلام می‌شود. پس از بازبینی آرا، «آزرمی»، فرماندار تهران و رییس هیئت اجرایی، اظهار داشت: «نتیجه بازشماری بیش از ۳۵۰ صندوق رأی در حوزه‌های گوناگون انتخاباتی تهران نشان می‌دهد دقت زیادی در مرحله شمارش آرا به‌عمل‌آمده است. می‌توانم به شهروندان تهرانی اطمینان دهم که حتی یک رأی آنان جابه‌جا نشده است.» سید مصطفی تاج‌زاده، رییس ستاد انتخابات کشور هم گفت: «بازشماری آرای تهران واجد عبرت‌ها و آموزه‌های زیادی بود که یکی از آنان لزوم احتراز از گزارش‌های خلاف واقع است». به‌این‌ترتیب، بازشماری آرای تهران متوقف شد؛ اما توقف شمارش آرا به اعتراض هاشمی رفسنجانی، رییس وقت مجمع تشخیص مصلحت نظام منجر شد. او در دومین نامه‌اش خطاب به احمد جنتی، دبیر شورای نگهبان، خواستار رسیدگی دقیق تا رفع ابهام شد و تأکید کرد که در شرایط موجود، بار دیگر زمینه برای رواج شایعات و حدس و گمان به وجود آمده است. شورای نگهبان اما همچنان نتایج انتخابات را تأیید نمی‌کرد و این موضوع اعتراض وزارت کشور و اصلاح‌طلبان را به دنبال داشت. اختلاف وزارت کشور و شورای نگهبان بر سر نتایج آرا تا ۸۰ روز پس از انتخابات ادامه یافت.  پس از نامه سیدعلی خامنه‌ای، رهبر ایران، و توصیه ایشان به شورای نگهبان مبنی بر این‌که «صندوق‌هایی که مخدوش بودن آن از نظر شورای نگهبان به اثبات رسیده است و با معیارهای شورای نگهبان قابل تأیید نیست، باید ابطال گردد»، بازشماری آراء برخی از صندوق‌ها پیگیری شد و از مجموع ۳۰۷۷ صندوق موجود بیش از ۱۳۶۲ صندوق بازشماری شد که در نهایت منجر به ابطال ۵۳۴ صندوق از میان ۳۰۷۷ صندوق شد. پس‌ازاین تغییرات، غلامعلی حداد عادل به‌عنوان نفر ۲۸ جانشین علیرضا رجایی شد. جایگاه اکبر هاشمی رفسنجانی نیز از ۳۰ به ۲۰ تغییر یافت اما او از حضور در مجلس انصراف داد. «سید علی‌اکبر محتشمی‌پور»، «الیاس حضرتی» و «رسول منتجب‌نیا» نیز به دور دوم راه یافتند که درنهایت الیاس حضرتی و سید علی‌اکبر محتشمی‌پور انتخاب شدند. در ادامه این رویدادها اکبر هاشمی رفسنجانی در آستانه افتتاحیه مجلس ششم کناره‌گیری کرد و مجلس ششم با اکثریت اصلاح‌طلبان آغاز به کار کرد. بدین‌سان حزب مشارکت توانست اعضای بلندپایه و کادر خود را در سراسر کشور وارد مجلس ششم کند و مسؤولیت‌های قوّه مقننه از هیئت رئیسه گرفته تا رؤسای کمیسیون‌ها را از آن خود کرد.

### صحبت های تاجزاده در مورد تخلفات
سید مصطفی تاجزاده به عنوان مسئول انتخابات در آن سال گفته است که این کار شورای نگهبان برای جبران آن‌چه که فکر می‌کردند اشتباه خودشان باشد، یعنی تأیید صلاحیت علیرضا رجایی بود که با ابطال بیش از ۵۰۰ صندوق جبران شد: «برای نخستین بار قبل از آن‌که شمارش رأی پایان بگیرد آقای جنتی اطلاعیه‌ای صادر کرد و شمارش آرا را مخدوش اعلام کرده و گفت آراء باید بازشماری شود. برای همین تعداد زیادی صندوق بازشماری شد که این امر بی‌سابقه بود، چراکه همیشه اول مجریان انتخابات را انجام می‌دهند و سپس مهلت هست که تا نتیجه انتخابات به هیات‌های نظارت برود و آن‌ها یا تایید کنند یا رد». همزمان با شورای نگهبان، حداد عادل نیز اطلاعیه‌ای صادر می‌کند و می‌گوید که آرای من و خانواده‌ام در حوزه‌ای که رفتیم و رأی دادیم صفر منظور شده است و اگر هیچ کس در آن حوزه جز خود ما هم رأی نداده باشد باز باید تعدادی رأی منظور شود. تاجزاده می‌گوید که پس از بررسی مشخص شده که این ادعا دروغ است. او می افزاید که بلافاصله پس از بازشماری، جنتی در بخش‌نامه‌ای اعلام کرد که هرکجا اگر نام رجایی به تنهایی آمده باید آرا به نام رجایی خراسانی که نام کاندید دیگری بود خوانده شود. او می‌گوید که بلافاصله تماس گرفتم با آقای جنتی که یا این بخش‌نامه را پس می‌گیرید یا بلافاصله مصاحبه و افشا خواهم کرد که چه کار می‌کنید که چون پس گرفتند کار به جای باریک کشیده نشد. بالاخره بازشماری صورت گرفت و در دو مرحله هزار صندوق شمرده شد و در نتیجه منتخبان مردم یک و نیم درصد افزایش آرا داشتند که آقای جنتی اطلاعیه داد که بازشماری متوقف شود و نیازی به ادامه آن نیست. پس از آن به یکباره و برای چهلمین بار ایشان برای ۴۰ روز به مکه رفت و انتخابات نیمه‌کاره رها شد. پس از برگشت، ورق ناگهان برگشت و صحبت‌های جدیدی مطرح شد. تیم قبلی نظارت شهرستان تهران استعفا داد و اعلام کرد پیش از این کاری ندارند چرا که انتخابات سالم بوده است. سریعا یک تیم جدید درست شد، این تیم جدید گفت باید صندوق‌ها را به ما بدهید، ما پاسخ دادیم که قبول به شرط آن‌که نماینده وزارت کشور نیز حاضر باشند. تاجزاده می‌گوید که پس از کش و قوس فراوان «نهایتا پذیرفتند که نمایندگان ما حاضر باشند و با بازشماری صندوق‌ها نتیجه و چون گذشته همان نتایج صادر شد. اما یک‌مرتبه اطلاعیه‌ای صادر شد و با ابطال ۵۳۴ صندوق حداد عادل از نفر ۳۳ام وارد فهرست ۳۰ نفره شد و بلافاصله آقای جنتی از من شکایت کرد و مرا به دادگاه کشاند. انتخابات تمام شد و آقای رجایی حذف شد.»

### صحبت‌های هاشمی رفسنجانی در مورد تخلفات
هاشمی رفسنجانی در خاطرات ۱۵ اسفند ۱۳۷۸ به نقل از یاسر و محمد لاهوتی و حسن معادیخواه، از «کارشکنی‌های ماموران وزارت کشور» یاد می‌کند و و از قول آن‌ها می‌نویسد بازشماری به نفع او و بعضی دیگر تمام می‌شود. 

## نتایج اولیه
| ۱  | سید محمدرضا خاتمی                                                                       | اصلاح طلب (جبهه مشارکت ایران اسلامی)     | ۱٬۷۹۴٬۳۶۵ | ۶۱٬۲۱٪ |
| ۲  | جمیله کدیور                                                                             | اصلاح طلب                                | ۱٬۳۷۷٬۷۴۶ | ۴۷٬۰۰٪ |
| ۳  | علیرضا نوری                                                                             | اصلاح طلب (جبهه مشارکت ایران اسلامی)     | ۱٬۳۴۳٬۵۲۰ | ۴۵٬۸۳٪ |
| ۴  | محسن آرمین                                                                              | اصلاح طلب (سازمان مجاهدین انقلاب اسلامی) | ۱٬۲۲۴٬۴۲۱ | ۴۱٬۷۷٪ |
| ۵  | سید هادی خامنه‌ای                                                                        | اصلاح طلب (مجمع روحانیون مبارز)          | ۱٬۲۲۳٬۸۸۴ | ۴۱٬۷۷٪ |
| ۶  | محسن میردامادی                                                                          | اصلاح طلب (جبهه مشارکت ایران اسلامی)     | ۱٬۱۸۸٬۳۰۹ | ۴۰٬۵۴٪ |
| ۷  | مجید انصاری                                                                             | اصلاح طلب (مجمع روحانیون مبارز)          | ۱٬۱۷۳٬۵۳۴ | ۴۰٬۰۳٪ |
| ۸  | بهزاد نبوی                                                                              | اصلاح طلب (سازمان مجاهدین انقلاب اسلامی) | ۱٬۱۴۸٬۸۴۰ | ۳۹٬۱۹٪ |
| ۹  | احمد بورقانی                                                                            | اصلاح طلب (مطبوعات دوم خرداد)            | ۱٬۱۳۹٬۳۶۵ | ۳۸٬۸۷٪ |
| ۱۰ | سهیلا جلودارزاده                                                                        | اصلاح طلب (حزب اسلامی کار)               | ۱٬۱۱۹٬۷۳۵ | ۳۸٬۲۰٪ |
| ۱۱ | داود سلیمانی                                                                            | اصلاح طلب (جبهه مشارکت ایران اسلامی)     | ۱٬۰۸۱٬۱۱۹ | ۳۶٬۸۸٪ |
| ۱۲ | احمد پورنجاتی                                                                           | اصلاح طلب (جبهه مشارکت ایران اسلامی)     | ۱٬۰۷۰٬۱۲۲ | ۳۶٬۵۰٪ |
| ۱۳ | الهه کولایی                                                                             | اصلاح طلب (جبهه مشارکت ایران اسلامی)     | ۱٬۰۵۴٬۰۰۳ | ۳۵٬۹۵٪ |
| ۱۴ | علی شکوری راد                                                                           | اصلاح طلب (جبهه مشارکت ایران اسلامی)     | ۱٬۰۵۳٬۶۸۶ | ۳۵٬۹۴٪ |
| ۱۵ | علی اکبر موسوی خوئینی                                                                   | اصلاح طلب (دفتر تحکیم وحدت)              | ۱٬۰۵۲٬۳۴۴ | ۳۵٬۹۰٪ |
| ۱۶ | وحیده علایی طالقانی                                                                     | اصولگرا                                  | ۱٬۰۴۷٬۰۹۶ | ۳۵٬۷۲٪ |
| ۱۷ | محسن صفایی فراهانی                                                                      | اصلاح طلب (جبهه مشارکت ایران اسلامی)     | ۱٬۰۳۸٬۶۰۲ | ۳۵٬۴۳٪ |
| ۱۸ | محمدرضا سعیدی                                                                           | اصلاح طلب                                | ۱٬۰۲۵٬۴۹۵ | ۳۴٬۹۸٪ |
| ۱۹ | سید شمس الدین وهابی                                                                     | اصلاح طلب (جبهه مشارکت ایران اسلامی)     | ۹۸۸٬۵۶۴   | ۳۳٬۷۲٪ |
| ۲۰ | فاطمه حقیقت جو                                                                          | اصلاح طلب (دفتر تحکیم وحدت)              | ۹۸۳٬۷۴۱   | ۳۳٬۵۶٪ |
| ۲۱ | بهروز افخمی                                                                             | اصلاح طلب                                | ۹۷۳٬۷۲۷   | ۳۳٬۲۲٪ |
| ۲۲ | محمد نعیمی پور                                                                          | اصلاح طلب (جبهه مشارکت ایران اسلامی)     | ۹۴۱٬۶۹۷   | ۳۲٬۱۲٪ |
| ۲۳ | ابوالقاسم سرحدی زاده                                                                    | اصلاح طلب (حزب اسلامی کار)               | ۹۲۶٬۰۵۴   | ۳۱٬۵۹٪ |
| ۲۴ | فاطمه راکعی                                                                             | اصلاح طلب (جبهه مشارکت ایران اسلامی)     | ۸۹۶٬۵۷۳   | ۳۰٬۵۸٪ |
| ۲۵ | مهدی کروبی                                                                              | اصلاح طلب (مجمع روحانیون مبارز)          | ۸۹۲٬۶۴۰   | ۳۰٬۴۵٪ |
| ۲۶ | سید محمود دعایی                                                                         | اصلاح طلب (مجمع روحانیون مبارز)          | ۸۸۹٬۹۸۶   | ۳۰٬۳۶٪ |
| ۲۷ | رسول منتجب نیا                                                                          | اصلاح طلب (مجمع روحانیون مبارز)          | ۷۸۲٬۴۳۸   | ۲۶٬۶۹٪ |
| ۲۸ | علیرضا رجایی                                                                            | ائتلاف ملی مذهبی                         | ۷۷۱٬۶۷۷   | ۲۶٬۳۲٪ |
| ۲۹ | الیاس حضرتی                                                                             | اصلاح طلب (مطبوعات دوم خرداد)            | ۷۵۶٬۲۶۶   | ۲۵٬۸۰٪ |
| ۳۰ | اکبر هاشمی رفسنجانی                                                                     | محافظه کار (کارگزاران سازندگی)           | ۷۴۹٬۸۸۴   | ۲۵٬۵۸٪ |
|    | منبع: «بررسی آماری نتایج انتخابات مجلس ششم در تهران». مرکز پژوهش‌های مجلس شورای اسلامی.، |                                          |           |        |